# Balatro
Balatro ist ein Roguelike-Deck-Building-Poker-Videospiel entwickelt von LocalThunk und veröffentlicht von Playstack. Es wurde am 20. Februar 2024 für Microsoft Windows, PlayStation 4, PlayStation 5, Xbox One, Xbox Series X/S und Nintendo Switch veröffentlicht, mit einer Portierung auf macOS am 1. März. Portierungen für Android und iOS erschienen am 26. September 2024. In Balatro spielen die Spieler Pokerhände, um Punkte zu sammeln und „Blinds“ zu besiegen, während sie ihr Deck verbessern und Jokerkarten mit passiven Effekten kaufen.

## Gameplay
Balatro ist ein Poker-Videospiel, bei dem es darum geht, alle Runden, die so genannten „Antes“, zu überstehen, indem man genügend Punkte sammelt und sein Deck mit verschiedenen Jokerkarten verbessert, die jeweils eigene passive Effekte haben. Jedes Ante hat drei Runden, die „Blinds“ genannt werden: ein „Small Blind“, ein „Big Blind“ und ein „Boss Blind“; jedes Blind hat eine Zielpunktzahl, die der Spieler erreichen muss, indem er Pokerhände von einem Deck spielt, wobei ihm eine bestimmte Anzahl von Händen und Abwürfen zur Verfügung steht. Während die Small und Big Blinds übersprungen werden können, was wiederum zu verschiedenen Effekten führen kann, ist dies beim Boss Blind nicht möglich, was bedeutet, dass das Übertreffen des Boss Blinds zwingend erforderlich ist, um zum nächsten Ante vorzurücken. Jedes Boss-Blind hat seine eigene, einzigartige Herausforderung. Das Erwerben von unterschiedlichen Joker- oder Tarotkarten erlaubt die Individualisierung des eigenen Decks.

## Entwicklung
Der in Kanada ansässige Ein-Personen-Entwickler LocalThunk hatte in den zweieinhalb Jahren vor der Veröffentlichung Balatro entwickelt, eines von mehreren kleinen Spielen, die er in den vergangenen zehn Jahren entwickelt und mit Freunden geteilt hatte.

## Bewertungen und Auszeichnungen
NTower urteilte: „Ein Hauch von Poker – mit (un-)gefährlichem Suchtpotenzial“
PC Games urteilte: „Kluges Konzept, tadellose Umsetzung, blitzsauberes Gameplay: So befriedigend wie Balatro waren Rogue-likes schon lange nicht mehr.“
Alex Orona vom Nintendo World Report nannte es „ein cleveres Spiel“ mit „tiefgründiger Mechanik“ und „rasantem Tempo“.
Bei den Golden Joystick Awards 2024 wurde das Spiel für als Best Indie Game ausgezeichnet und erhielt den Breakthrough Award. Es war auch als Ultimate Game of the Year, PC Game of the Year sowie für das Best Audio Design nominiert.
Bei den Game Awards 2024 gewann das Spiel in drei Kategorien; bestes Independentspiel, bestes Indie-Debüt-Spiel und bestes mobiles Spiel.